# Grenzbrigade 8

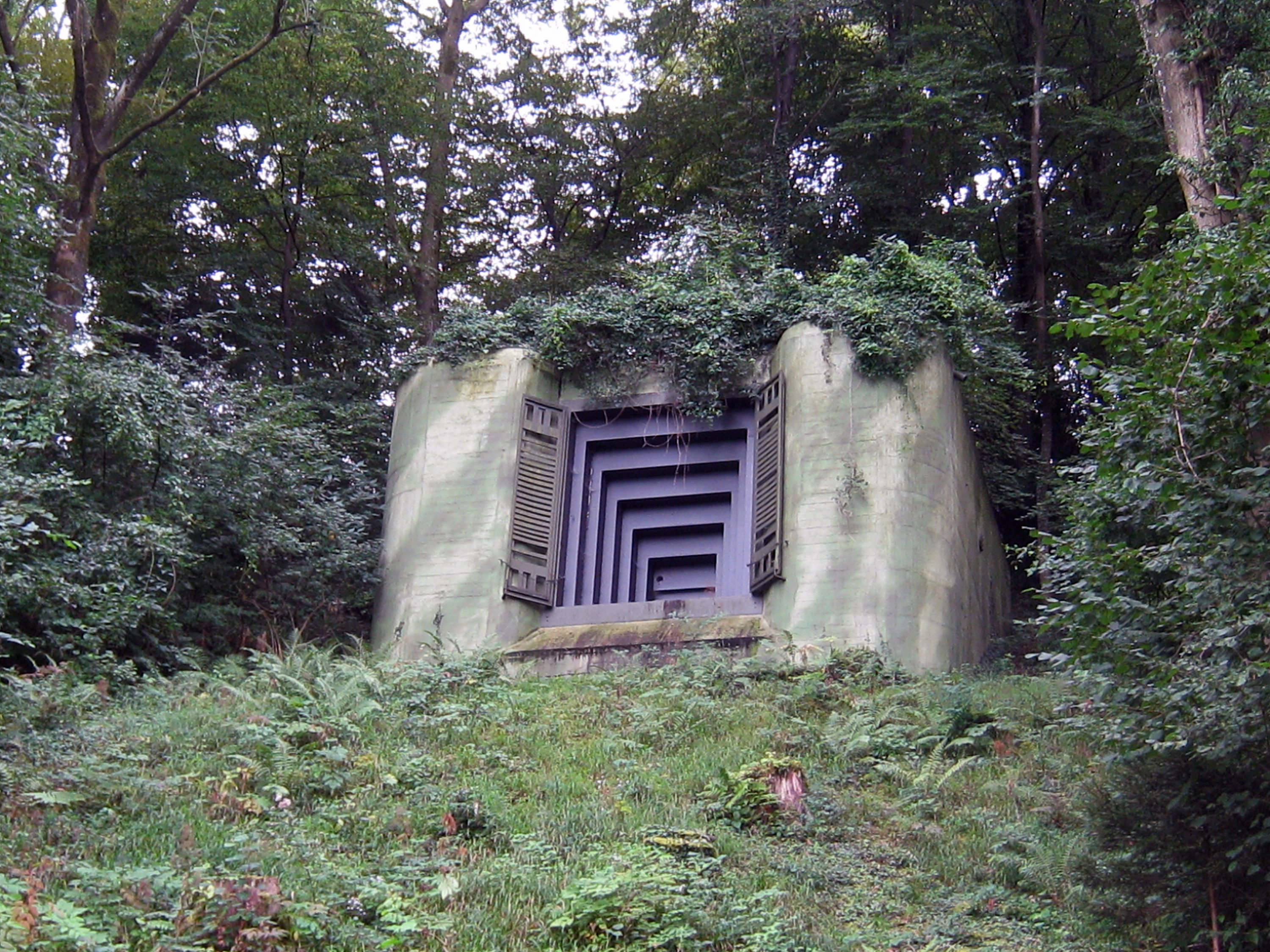
Artilleriewerk Heldsberg A 5850

Die Grenzbrigade 8 (Gz Br 8) war eine von elf Grenzbrigaden der Schweizer Armee. Sie war dem 4. Armeekorps (seit 1961 Feldarmeekorps 4, FAK 4) unterstellt und bestand von 1938 bis 1994 (Armee 95).

## Geschichte

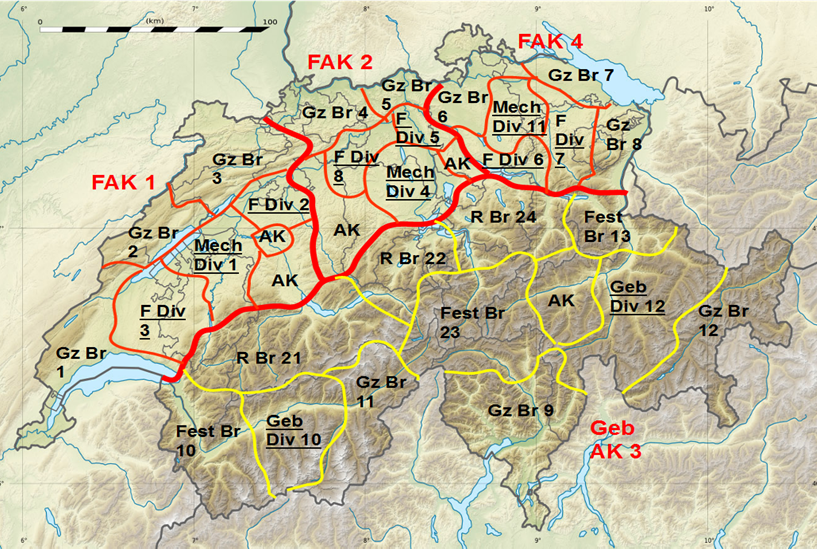
Grenzbrigade 7 im Grunddispositiv von 1992

Die Grenztruppen wurden in Übereinstimmung mit dem Haager Abkommen mit der Truppenordnung 1938 (TO 38) neu organisiert und 11 Grenzbrigaden (Gz Br) geschaffen. Neben den Grenzfüsilierbataillonen verfügten sie über eine Kompanie Radfahrer, motorisierte Mitrailleure und Infanteriekanoniere.
Damit die Grenzverteidigung (Grenzbesetzung) trotz der rasanten Weiterentwicklung der Kriegstechnik glaubwürdig blieb, beschloss der Bundesrat die Verteidigungslinie mit permanenten in der Tiefe gestaffelten Grenzbefestigungen zu verstärken. 1935 liessen die Bundesbehörden das Büro für Befestigungsbauten (BBB) wieder beleben und ab 1937 wurde vorerst bei der Grenzbefestigung (Festung Sargans usw.) wieder gebaut.
Die Grenzbrigade 8 war für Ausbildung und Einsatzvorbereitung dem 4. Armeekorps zugewiesen. Die Unterstellung während des Einsatzes wurde durch den jeweiligen Operationsplan bestimmt. In allen Verbänden der Grenztruppen wurden Milizsoldaten mit Wohnsitz im Einsatzraum eingeteilt, weil die Grenztruppen im Mobilmachungsfall als Erste aufgeboten wurden und sofort einsatzbereit sein mussten, damit die Mobilmachung des Gros der Armee nicht gestört werden konnte.
Die Brigade hatte den Abnützungskampf ab Grenze zu führen. Der Einsatzraum grenzte links an die Grenzbrigade 7 bei Steinach (Steinachmündung am Bodensee) ⊙ und rechts bei Buchs im St. Galler Rheintal ⊙ an diejenige der Festungsbrigade 13 und führte im oberen Toggenburg bis zu Sperre Starkenbach ⊙.
Die Grenzbrigade 8 hatte den Neutralitätsschutzdienst (NSD) sicherzustellen und die durch ihren Raum führenden Achsen (A1 zwischen St. Margrethen und St. Gallen) zu sperren. Dazu diente insbesondere das Infanteriewerk Halden mit seinen fünf Panzerabwehrkanonen, welches 1986 modernisiert wurde. Der Kampf dieser Sperre im «Rorschacher-Trichter» konnte von mehreren 12 cm Festungsminenwerfern unterstützt werden.
Starke permanente Waffenstellungen gab es an den Appenzellerpässen zwischen Oberegg und dem Hohen Kasten (Reute, Ruppen, Stoss), beim Aufstieg von Grabs nach Wildhaus und im Toggenburg (Sperren Wildhaus und Starkenbach). Die Grenzbrigade 8 wäre in den letzten Jahren ihres Bestehens im Ernstfall der Felddivision 7 unterstellt worden.
Das letzte Dispositiv (1980er-Jahre) der Brigade war auf einen Angriff aus dem Osten entlang der Schweizer Nordgrenze westwärts mit einem allfälligen Parallelstoss über Schweizer Gebiet ausgelegt.

### Einheiten (Stand 1991)
- Stab Grenzbrigade 8
- Infanterieregimenter (Inf Rgt) 59 mit den Füsilierbataillonen (Gz Füs Bat) 287, 288, 289
- Infanterieregimenter (Inf Rgt) 77 mit den Füsilierbataillonen (Gz Füs Bat) 141, 142, 187
- Grenadierkompanie I/8
- Panzerabwehrkompanie (Pzaw Kp) II/8
- Panzerabwehrlenkwaffenkompanien (PAL Kp) 81, 82, 83
- Mobile leichte Fliegerabwehrbatterie (Mob L Flab Bttr) III/8
- Füsilierkompanie 646
- Schwere Füsilierkompanie (Sch Füs Kp) 920
- Genieabteilung 48
- Grenzübermittlungskompanie (Gz Uem Kp) 8
- Werkkompanie 44, 45, 49
- Festungsabteilung 108: Festungsfeuerleitkompanie (Fest Flt Kp) 108, Festungskompanie I/108 (Minenwerfer), Festungshaubitzenbatterien (Fest Hb Bttr) II/108, III/108, IV/108

Für den Kampfeinsatz wäre noch das Thurgauer Füsilierbataillon 75 (Auszug) unterstellt worden.

### Kommandoposten, Artilleriewerke und Sperrstellen

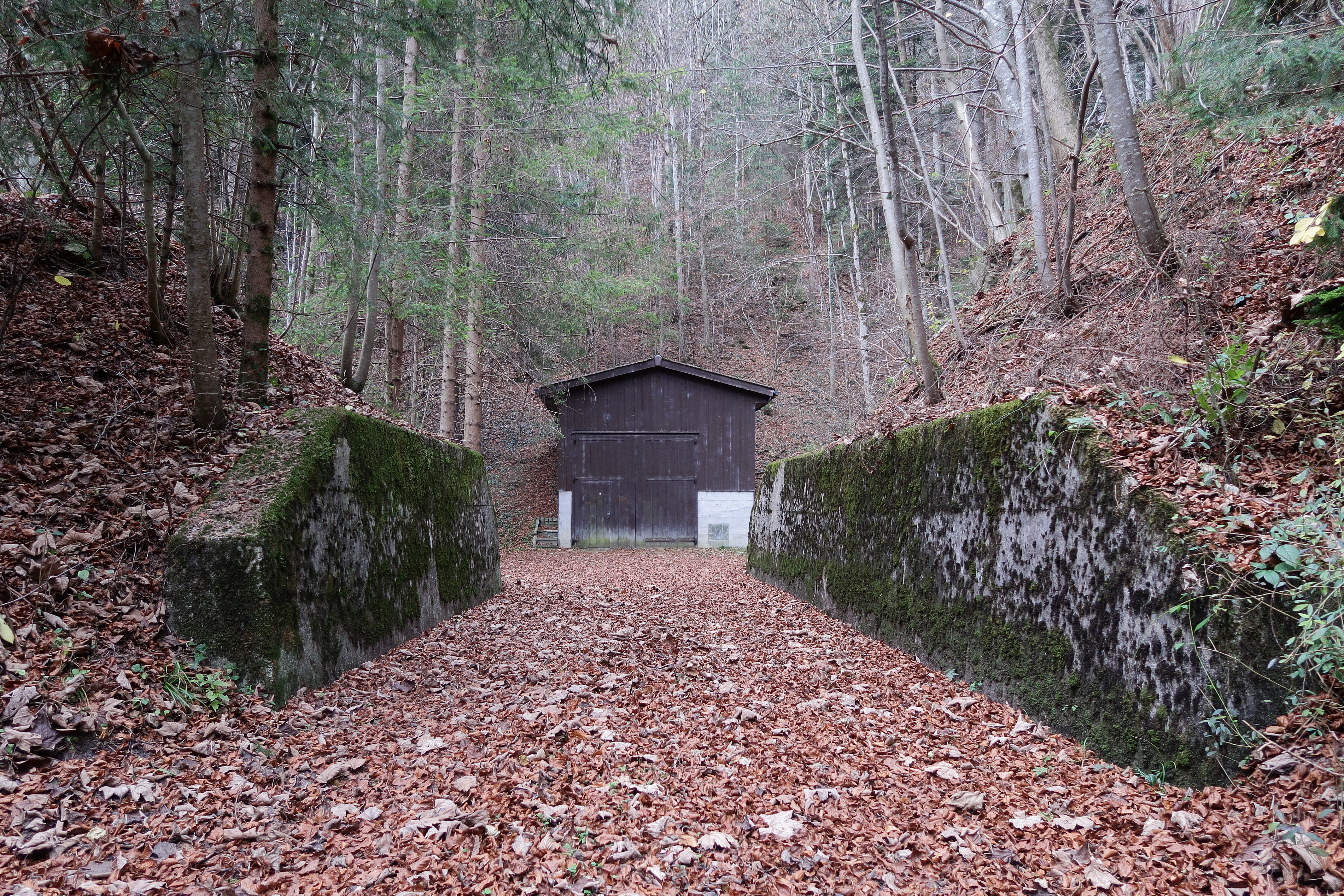
Getarnter Eingang zum verbunkerten Kommandoposten «Kästlis» A 5950 der Gz Br 8 in Schlatt-Haslen (2016)

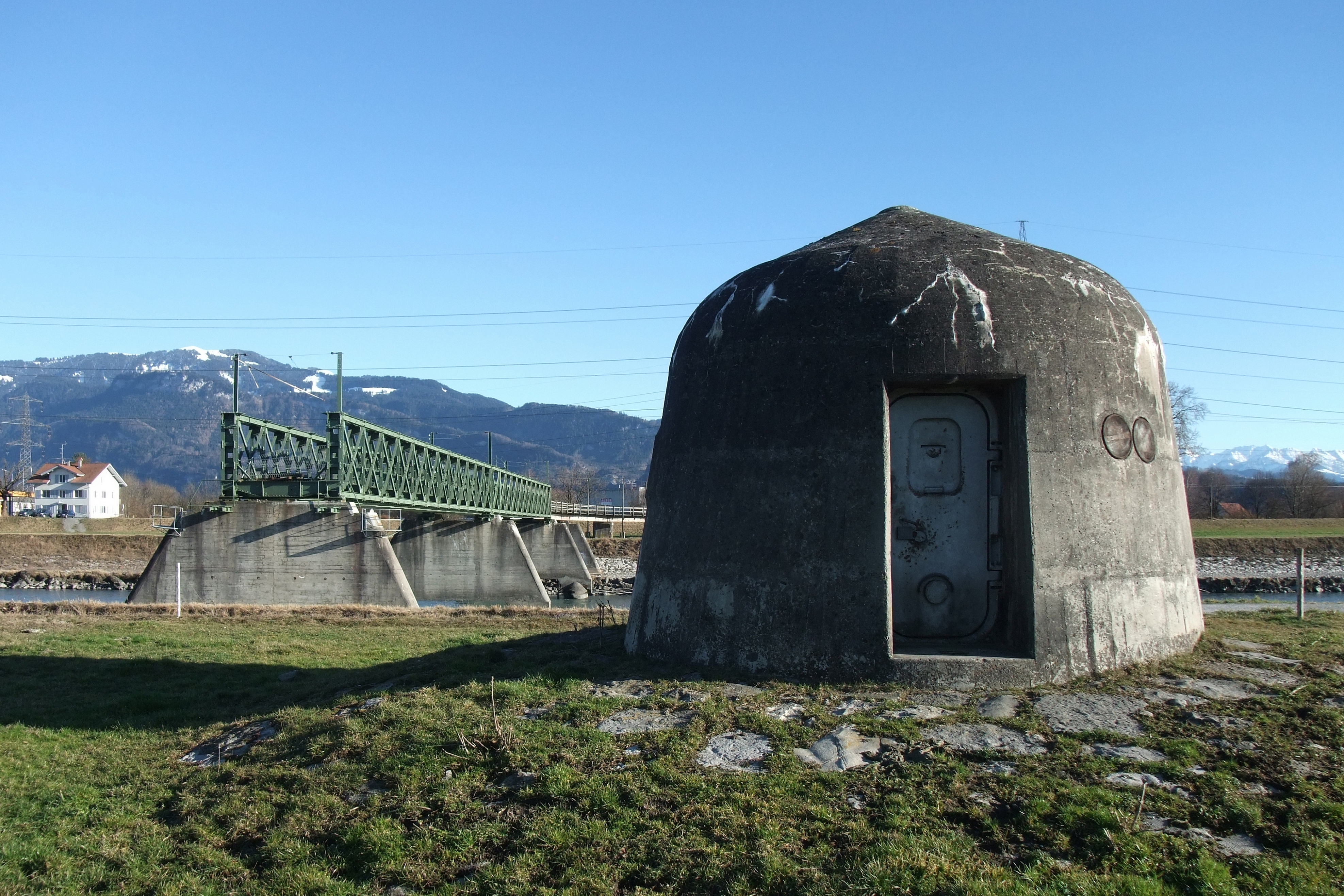
Leichtstand bei Rheinbrücke, Sperrstelle Kriessern

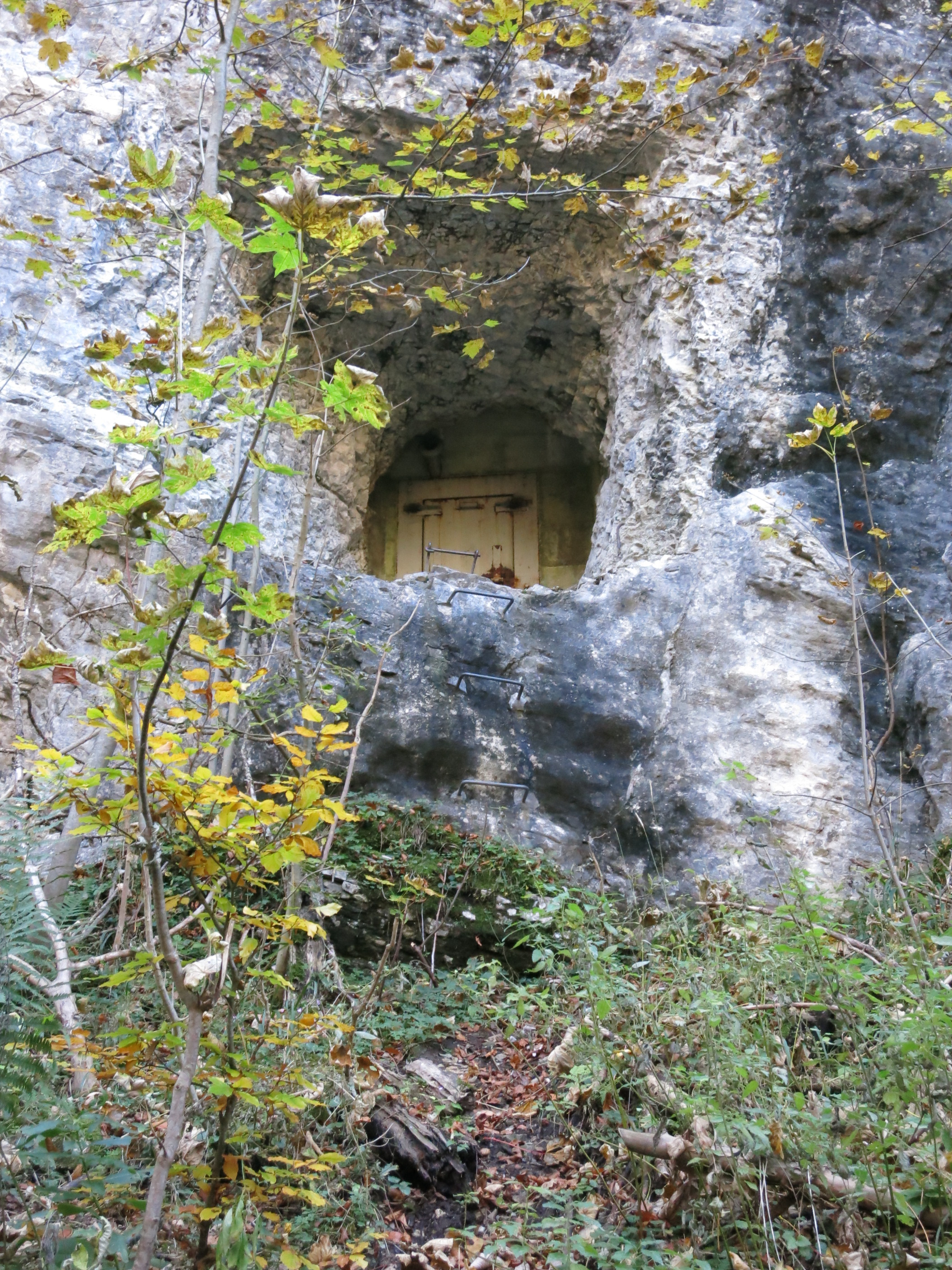
Mg-Kaverne «Wildenburg» A 6005 Wildhaus

Die Werke und Sperrstellen der Grenzbrigade 8 liegen mehrheitlich im Kanton St. Gallen:
- Kommandoposten (KP):  KP «Kästlis» Grenzbrigade 8 A 5950 Schlatt-Haslen ⊙[2][3], KP Infanterieregiment 59 F 8100
- Artilleriewerk: Heldsberg A 5850 ⊙

- Sperrstellen (Sperrstellen von nationaler Bedeutung mit *[4]): Au, Berneck, Bruggerhorn*, Buechberg, Buechsteig, Buriet, Diepoldsau, Goldach, Grub, Haag, Halden, Halten-Thal*, Heldsberg*, Hirschensprung, Kriessern, Landmark, Loch, Knollhausen, Montlingen, Oberbüchel, Oberriet, Rheineck, Rorschach, Rorschacherberg, Salez, Sonderegg, Steinig Tisch, Starkenbach, Stoss*, St. Margrethen, Widnau, Wildhaus[5]

## Festungsmuseum Heldsberg
Im Brigaderaum lag die 1939/41 gebaute Festung Heldsberg, die mit ihren vier 7,5 cm Befestigungskanonen 39 bis in die 1980er Jahre die Sperrverbände zwischen Altstätten und St. Margrethen unterstützten und bis nach Bregenz/Lindau wirken konnte. Die Festung wurde 1992 aus der Geheimhaltung entlassen und ist seit September 1993 ein Museum.